# Мацейлик, Фёдор Георгиевич
Фёдор Георгиевич Мацейлик (1895—1938) — советский разведчик, комбриг. Владел польским, английским и урду.

## Биография
Родился в украинской семье мещан, в селе Теклевка (ныне не существует, территория Варашского района Ровненской области). Окончил учительскую семинарию в 1915 и в июле того же года призван в армию и направлен в 30-й запасный пехотный батальон. В августе того же года направлен на учёбу в Чугуевское военное училище, которое окончил в январе 1916 как юнкер, с января того же года младший офицер 8-й роты 18-го запасного стрелкового батальона. В том же месяце назначен помощником начальника учебной команды этого батальона. При переформировании батальона в 18-й запасный стрелковый полк назначен командиром 8-й роты. С мая 1917 младший офицер 8-й роты 42-го Сибирского стрелкового полка. С июля по август 1917 являлся временно исполнявшим должность командира 5-й и 8-й рот того же полка. Участвовал в Первой мировой войне. В декабре 1917 как учитель по профессии был освобождён от военной службы.
В РККА мобилизован с октября 1918, участвовал в Гражданской войне. В годы войны занимал должности помощника начальника штаба по оперативной части 3-й бригады 1-й Интернациональной дивизии с октября по ноябрь 1918, помощника начальника оперативного отдела армейской группировки Латвийской социалистической советской республики с ноября по декабрь 1918, помощника начальника оперативного отделения штаба армии Советской Латвии с декабря 1918 по февраль 1919, начальника штаба 3-й бригады 2-й Латышской стрелковой дивизии с февраля по июль 1919, начальника штаба 3-й бригады 4-й стрелковой дивизии с июля по сентябрь 1919. С сентября 1919 являлся слушателем Академии Генерального штаба РККА. Во время учёбы в академии выполнял ряд ответственных поручений командования РККА.
С августа по сентябрь 1920 работал в комиссии по инспекции органов Всевобуча. С апреля по май 1921 был секретарём русско-польской пограничной комиссии. В 1922 окончил основной факультет Военной академии РККА и был зачислен на Восточный факультет той же академии, который окончил в 1924. С того же года являлся членом РКП(б) и служил в Разведывательном управлении. С начала октября 1924 по 1927 военный советник Гуанчжоуской группы в Китае. Преподавал в школе Вампу, принимал участие в боевых действиях в Гуандуне и Северном походе, советник при 3-м (юньнаньском) корпусе. После возвращения из Китая с 1927 по 1930 являлся помощником начальника отдела, начальником сектора 2-го управления штаба РККА. С 1930 по 1935 находился в распоряжении Разведывательного управления, где в 1935—1937 был начальником отделения 1-го отдела. Затем был назначен временно исполняющим должность начальника отдела внешних сношений Разведывательного управления.
Проживал в Москве по адресу: Лубянский проезд, дом 17, квартира 34. Арестован 23 ноября 1937. Осуждён Военной коллегией Верховного суда СССР по обвинению в участии в военно-фашистском заговоре к ВМН 14 июня 1938, и в тот же день расстрелян. 21 июля 1956 определением Военной коллегии Верховного суда СССР посмертно реабилитирован.
Жена — Софья Брониславовна Мацейлик (1894 г.р.) в июне 1938 года была осуждена как член семьи изменника Родины к восьми годам лагерей.

### Звания
- подпоручик;
- комбриг (1935).

### Награды
- орден Красного Знамени (1928).[3]